# ニック・ヌーナン
ニコラス・マーフィー・ヌーナン（Nicholas Murphy Noonan, 1989年5月4日 - ）は、 アメリカ合衆国・カリフォルニア州サンディエゴ郡パウェイ出身のプロ野球選手（内野手）。右投左打。MLBのテキサス・レンジャーズ傘下所属。

## 経歴

### ジャイアンツ時代
2007年、MLBドラフト1巡目補足指名ラウンド（全体32位）でサンフランシスコ・ジャイアンツから指名され、6月19日に契約。この年は傘下のルーキー級アリゾナリーグ・ジャイアンツでプロデビュー。52試合に出場して打率.316、3本塁打、40打点、18盗塁の成績を残した。
2008年はA級オーガスタ・グリーンジャケッツでプレーし、119試合に出場して打率.279、9本塁打、68打点、29盗塁の成績を残した。
2009年はA+級サンノゼ・ジャイアンツでプレーし、124試合に出場して打率.259、7本塁打、64打点、9盗塁の成績を残した。
2010年はAA級リッチモンド・フライングスクウォーレルズでプレーし、101試合に出場して打率.237、3本塁打、26打点、7盗塁の成績を残した。
2011年はAA級リッチモンドで開幕を迎え、71試合に出場。打率.212、3本塁打、25打点、2盗塁の成績を残した。7月にAAA級フレズノ・グリズリーズに昇格。13試合に出場して打率.297、1本塁打、4打点、1盗塁の成績を残した。8月からはA+級サンノゼでプレーし、28試合に出場した。
2012年はAAA級フレズノでプレーし、129試合に出場して打率.296、9本塁打、62打点、7盗塁の成績を残した。オフの11月21日に40人枠入りを果たした。
2013年は開幕からロースター入りし、4月3日のロサンゼルス・ドジャース戦でメジャーデビュー。代打として出場したが凡退に終わった。6月13日のピッツバーグ・パイレーツ戦では9回表の第5打席で初本塁打を放ち、二塁塁審のウォーリー・ベルも本塁打の判定をしたが、直後にパイレーツのクリント・ハードル監督が抗議したところ、ビデオ判定でフェンスに直撃していることがわかり、二塁打に訂正された。この年は62試合に出場して打率.219、5打点の成績を残した。
2014年3月14日にAAA級フレズノへ異動し、そのまま開幕を迎えたが、メジャーへ昇格することはなく、7月25日に戦力外となった。8月3日に40人枠を外れる形でAAA級フレズノへ降格した。AAA級フレズノでは104試合に出場して打率.237、3本塁打、24打点、6盗塁の成績を残した。オフの11月4日にFAとなった。

### ヤンキース傘下時代
2014年12月11日にニューヨーク・ヤンキースとマイナー契約を結んだ。
2015年は開幕から傘下のAAA級スクラントン・ウィルクスバリ・レイルライダースでプレーしていたが、7月20日に自由契約となった。

### ジャイアンツ復帰
2015年8月6日にジャイアンツとマイナー契約を結び、傘下のAAA級サクラメント・リバーキャッツへ配属された。9月1日にメジャー契約となり40人枠入り。10月15日にAAA級サクラメントに降格となり、同日FAを選択した。

### パドレス時代
2016年2月8日にサンディエゴ・パドレスとマイナー契約を結び、スプリングトレーニングに招待選手として参加することになった。開幕は傘下のAAA級エル・パソ・チワワズで迎え、8月10日にメジャー契約を結んでアクティブ・ロースター入りしたが、8月20日にAAA級エル・パソへ降格。9月20日には戦力外となり、28日にマイナー契約となった。

### ブルワーズ傘下時代
2017年2月14日にミルウォーキー・ブルワーズとマイナー契約を結んだ。シーズンでは開幕から傘下のAAA級コロラドスプリングス・スカイソックスでプレーしていたが、5月12日にマイアミ・マーリンズへトレードされた。

### マーリンズ傘下時代
移籍後は傘下のAAA級ニューオーリンズ・ベビーケークスでプレーし、6月16日に前所属のブルワーズへトレードされ、再びAAA級コロラドスプリングスでプレーした。この年は2球団合計では137試合に出場して打率.284・4本塁打・66打点・7盗塁の成績を残した。オフの11月6日にFAとなった。

### アスレチックス傘下時代
2018年2月7日にオークランド・アスレチックスとマイナー契約を結んでスプリングトレーニングに招待選手として参加することになったが、3月30日に自由契約となった。

### レンジャーズ傘下時代
2018年4月14日にテキサス・レンジャーズとマイナー契約を結んだ。

## 詳細情報

### 年度別打撃成績
| 年 度    | 球 団    | 試 合 | 打 席 | 打 数 | 得 点 | 安 打 | 二 塁 打 | 三 塁 打 | 本 塁 打 | 塁 打 | 打 点 | 盗 塁 | 盗 塁 死 | 犠 打 | 犠 飛 | 四 球 | 敬 遠 | 死 球 | 三 振 | 併 殺 打 | 打 率 | 出 塁 率 | 長 打 率 | O P S |
| -------- | -------- | ----- | ----- | ----- | ----- | ----- | -------- | -------- | -------- | ----- | ----- | ----- | -------- | ----- | ----- | ----- | ----- | ----- | ----- | -------- | ----- | -------- | -------- | ----- |
| 2013     | SF       | 62    | 111   | 105   | 12    | 23    | 2        | 0        | 0        | 25    | 5     | 0     | 0        | 0     | 0     | 6     | 3     | 0     | 24    | 1        | .219  | .261     | .238     | .499  |
| 2015     | SF       | 14    | 24    | 22    | 2     | 2     | 1        | 0        | 1        | 6     | 3     | 0     | 0        | 0     | 0     | 2     | 0     | 0     | 8     | 1        | .091  | .167     | .273     | .439  |
| 2016     | SD       | 7     | 20    | 18    | 0     | 0     | 0        | 0        | 0        | 3     | 1     | 0     | 1        | 0     | 1     | 1     | 0     | 0     | 5     | 0        | .167  | .200     | .167     | .367  |
| MLB：3年 | MLB：3年 | 83    | 155   | 145   | 14    | 28    | 3        | 0        | 1        | 34    | 9     | 0     | 1        | 0     | 1     | 9     | 3     | 0     | 37    | 2        | .193  | .239     | .234     | .473  |

- 2018年度シーズン終了時

### 年度別守備成績
| 年 度 | 球 団 | 一塁（1B） | 一塁（1B） | 一塁（1B） | 一塁（1B） | 一塁（1B） | 一塁（1B） | 二塁（2B） | 二塁（2B） | 二塁（2B） | 二塁（2B） | 二塁（2B） | 二塁（2B） | 三塁（3B） | 三塁（3B） | 三塁（3B） | 三塁（3B） | 三塁（3B） | 三塁（3B） | 遊撃（SS） | 遊撃（SS） | 遊撃（SS） | 遊撃（SS） | 遊撃（SS） | 遊撃（SS） |
| 年 度 | 球 団 | 試 合      | 刺 殺      | 補 殺      | 失 策      | 併 殺      | 守 備 率   | 試 合      | 刺 殺      | 補 殺      | 失 策      | 併 殺      | 守 備 率   | 試 合      | 刺 殺      | 補 殺      | 失 策      | 併 殺      | 守 備 率   | 試 合      | 刺 殺      | 補 殺      | 失 策      | 併 殺      | 守 備 率   |
| ----- | ----- | ---------- | ---------- | ---------- | ---------- | ---------- | ---------- | ---------- | ---------- | ---------- | ---------- | ---------- | ---------- | ---------- | ---------- | ---------- | ---------- | ---------- | ---------- | ---------- | ---------- | ---------- | ---------- | ---------- | ---------- |
| 2013  | SF    | -          | -          | -          | -          | -          | -          | 22         | 22         | 30         | 1          | 11         | .981       | 15         | 7          | 16         | 0          | 2          | 1.000      | 1          | 0          | 0          | 0          | 0          | .---       |
| 2015  | SF    | 3          | 24         | 1          | 0          | 2          | 1.000      | -          | -          | -          | -          | -          | -          | -          | -          | -          | -          | -          | -          | 5          | 3          | 6          | 1          | 1          | .909       |
| 2016  | SD    | -          | -          | -          | -          | -          | -          | 2          | 1          | 4          | 0          | 0          | 1.000      | -          | -          | -          | -          | -          | -          | 5          | 10         | 17         | 1          | 4          | .964       |
| 通算  | 通算  | 3          | 24         | 1          | 0          | 2          | 1.000      | 24         | 23         | 34         | 1          | 11         | .983       | 15         | 7          | 16         | 0          | 2          | 1.000      | 11         | 14         | 23         | 2          | 5          | .949       |

- 2018年度シーズン終了時

### 背番号
- 21（2013年、2015年）
- 28（2016年）